# Nunna
För fjärilen, se barrskogsnunna.

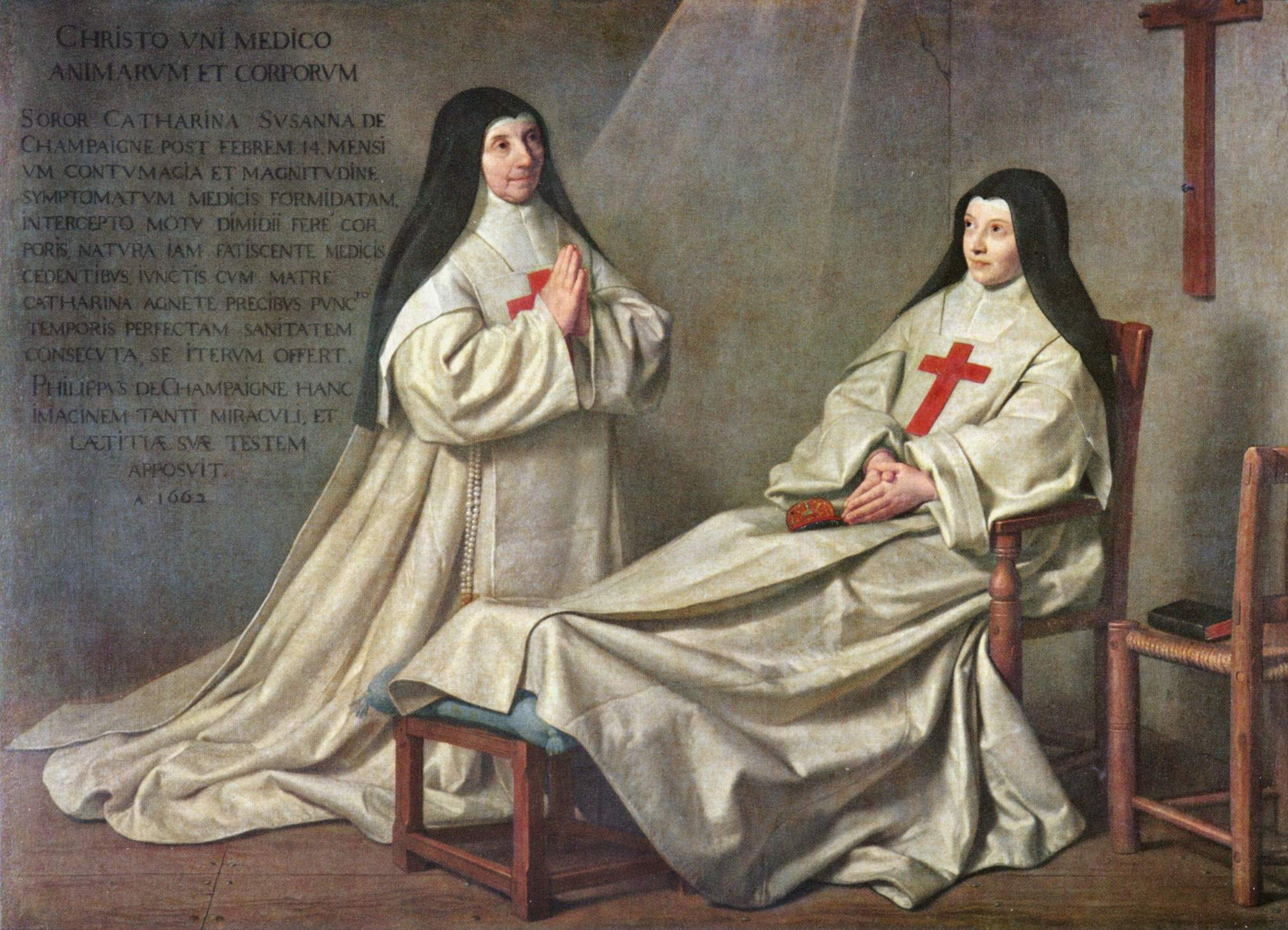
Två nunnor (”Ex voto” av Philippe de Champaigne)

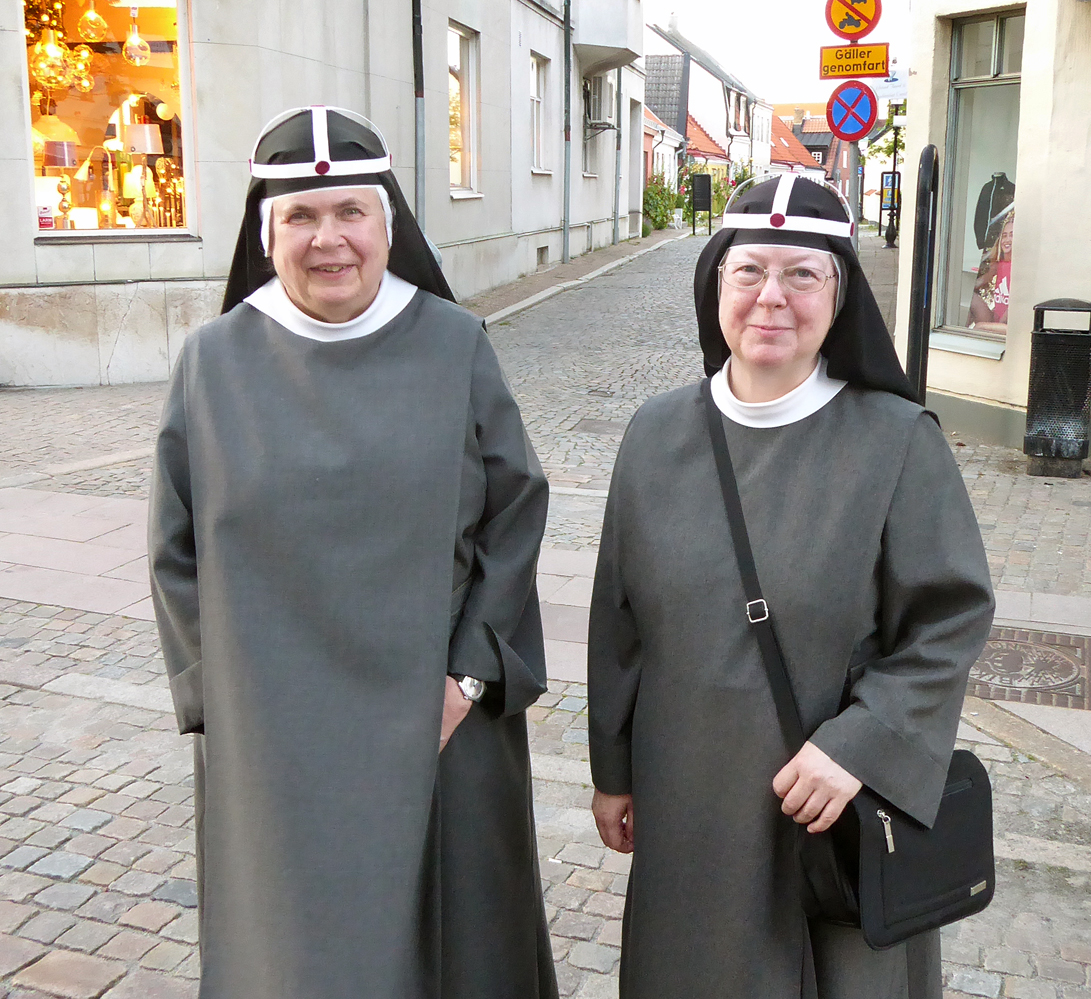
Två nunnor, Birgittasystrar i Ystad 2019.

Nunna (av senlatin nonna ’barnsköterska’, troligen ursprungligen ett tilltalsord till äldre kvinnor) betecknar en kvinnlig medlem av ett kloster. Nunnor förekommer inom Romersk-katolska kyrkan, ortodoxa kyrkan, Svenska kyrkan och i andra kristna samfund, samt bland annat inom buddhismen.
En nunna lever i celibat och har i många fall avlagt ett så kallat fattigdomslöfte, vilket innebär att hon lever under materiellt blygsamma förhållanden. Vissa nunnor arbetar som lärare i skolor.
En välkänd nunna var Moder Teresa.

## Katolska kyrkan
Inom grenarna av den benediktinska traditionen (bland annat benediktiner, cistercienser, kamaldoleser och trappister) avlägger nunnor löften om stabilitet (det vill säga att förbli medlem i en enda klostergemenskap), lydnad (till en abbedissa eller priorinna), och omvandling av livet (som omfattar fattigdom och celibat). I andra traditioner, såsom de fattiga Clares (franciskanerorden) och de dominikanska nunnorna, avlägger de de trefaldiga löftena om fattigdom, kyskhet och lydnad. Dessa är kända som de "evangeliska råden" i motsats till "klosterlöften". De flesta andra nunneordnar följer ett av dessa två mönster. Vissa ordnar avlägger ytterligare ett löfte relaterat till det specifika arbetet eller karaktären av deras orden (till exempel att utföra en viss stil av hängivenhet, be för en specifik avsikt eller ett specifik syfte.

## Sverige
Klostren försvann efter reformationen på 1500-talet. Men det finns idag sju kvinnliga kloster inom Svenska kyrkan och ett antal inom katolska kyrkan. Bland annat finns Karmelitordens kloster i Glumslöv i Skåne, där dokumentären Nunnan delvis utspelar sig.

## Film
- Nunnan